# Kristýna Němečková
Kristýna Němečková (* 12. února 1989 Berlín) je česká tanečnice, sólistka baletu Národního divadla v Praze.

## Životopis
Studium tance zahájila na Taneční konzervatoři v Praze, po čtyřech letech přešla na berlínskou Státní baletní školu, kde ukončilla své vzdělání. V roce 2008 se stala členkou souboru Baletu Národního divadla, v roce 2011 byla jmenována demisólistkou. V roce 2015 se stala členkou The Forsythe Company – později Dresden Frankfurt Dance Company – pod uměleckým vedením Jacopa Godaniho. Od roku 2017 je opět členkou Baletu ND, v roce 2018 byla jmenována sólistkou. Získala Cenu Thálie 2015 za sólo v Reflections on the Fate of Human Forms v baletu Ballettissimo.